# Scaramuccia Trivulzio
Scaramuccia Trivulzio (Milano, 1465 – Maguzzano, 3 agosto 1527) è stato un cardinale e vescovo cattolico italiano.

## Biografia

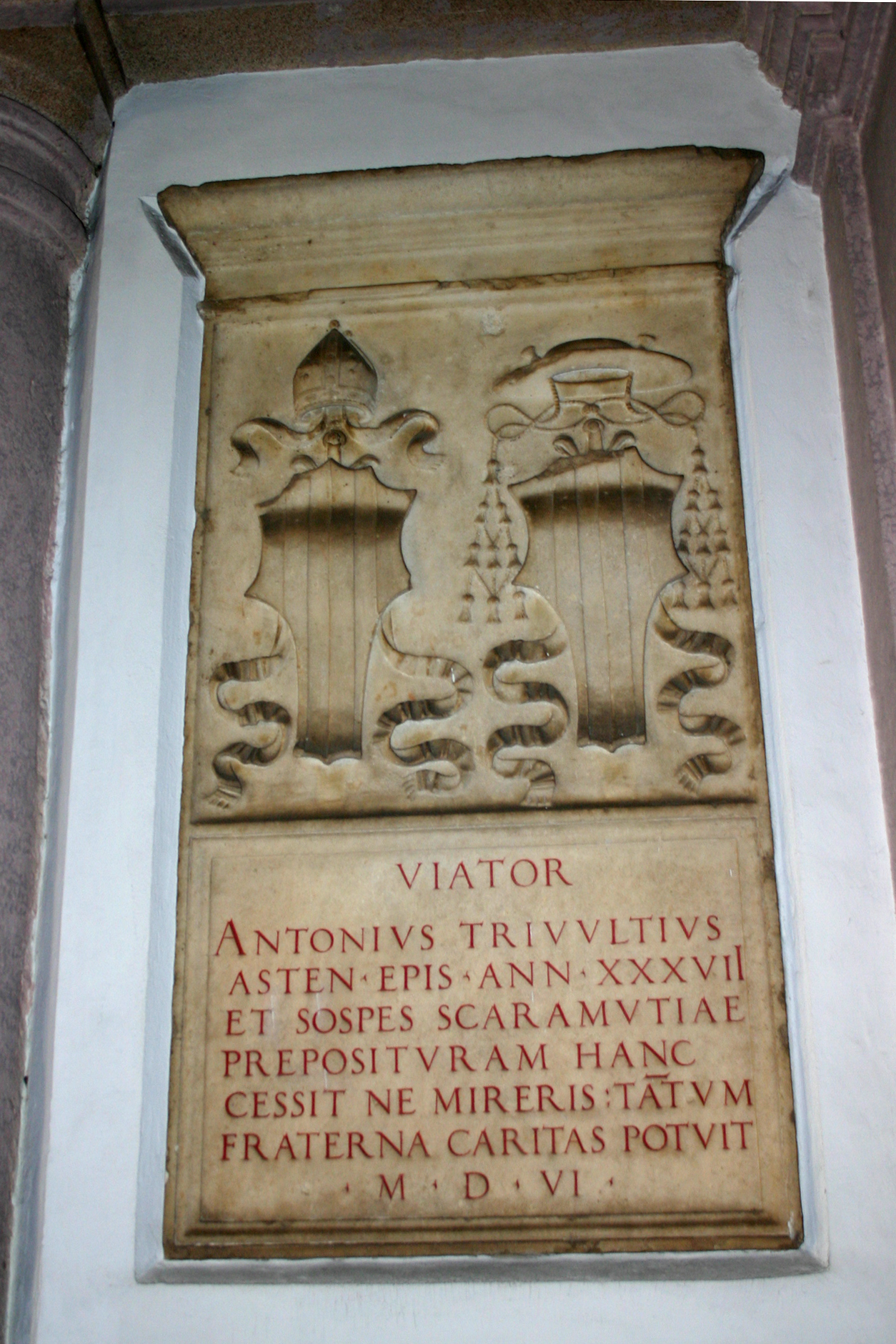
Lapide che ricorda la cessione del beneficio di un'abbazia da parte del vescovo di Asti Antonio Trivulzio a favore del fratello Scaramuccia Trivulzio († 1506), che la resse per 32 anni. Scalone monumentale di sinistra di Palazzo Trivulzio, Milano.

Scaramuccia (o Scaramuzio) Trivulzio nacque a Milano nel 1465 da Gian Fermo Trivulzio e da Margherita Valperga, della nobile famiglia dei Trivulzio, che avevano dato alla storia molti uomini politici, d'arme e tanti ecclesiastici. Egli fu anche feudatario delle città di Melzo e Gorgonzola.
Intrapresi gli studi giuridici, si laureò a Pavia in utroque iure e divenne membro del Consiglio dei Giureconsulti di Milano nel 1489 e in seguito Lettore all'Università degli Studi di Pavia nel 1491.
Accolta la carriera ecclesiastica, divenne dapprima Abate Commendatario di Santo Stefano del Corno dal 1499 e successivamente divenne Referendario del Tribunale della Signatura col grado di Protonotaro Apostolico. Si garantì in seguito l'alto onore di essere annoverato tra i consiglieri intimi del Re Luigi XII di Francia.
Eletto vescovo di Como il 14 aprile 1508, si scontrò ben presto con il Concilio di Pisa, che aveva una chiara matrice opposta a papa Giulio II. Partecipò al Concilio Laterano V.
Papa Leone X lo elevò al rango di cardinale nel concistoro del 1º luglio 1517 con il titolo di San Ciriaco alle Terme Diocleziane. Il 6 luglio 1517 ottenne il titolo di Protettore di Francia. Nel 1519 si dimise dalla funzione di vescovo di Como, subentrandogli Antonio IV Trivulzio, che poi morì entro l'anno, per cui riprese la diocesi fino al 1527. Amministratore apostolico della diocesi di Piacenza, lo divenne anche di quella di Vienne, in Francia.
Dal 12 gennaio 1526 all'11 gennaio del 1527 fu Camerlengo del Sacro Collegio.
Morì il 3 agosto 1527 nel monastero, a Maguzzano, frazione di Lonato del Garda (Brescia), ove ne fu inumata la salma.

## Conclave
Durante il periodo di cardinalato, Scaramuccia Trivulzio partecipò ai conclave:
- conclave del 1521- 1522, che elesse papa Adriano VI
- conclave del 1523, che elesse papa Clemente VII

## Ascendenza
|                             |                   |                                   | Genitori                                  |  |  | Nonni |  |  | Bisnonni              |  |  | Trisnonni           |  |
|                             |                   |                                   |                                           |  |  |       |  |  | Giangiacomo Trivulzio |  |  | Antoniolo Trivulzio |  |
|                             |                   |                                   |                                           |  |  |       |  |  | Giangiacomo Trivulzio |  |  | Antoniolo Trivulzio |  |
|                             |                   | Bianca Landriani                  |                                           |  |  |       |  |  | Giangiacomo Trivulzio |  |  |                     |  |
| Antonio Trivulzio           |                   |                                   |                                           |  |  |       |  |  | Giangiacomo Trivulzio |  |  |                     |  |
|                             |                   | Antonia Fagnani                   | …                                         |  |  |       |  |  |                       |  |  |                     |  |
|                             |                   | Antonia Fagnani                   | …                                         |  |  |       |  |  |                       |  |  |                     |  |
|                             |                   | Antonia Fagnani                   | …                                         |  |  |       |  |  |                       |  |  |                     |  |
| Gian Fermo Trivulzio        |                   | Antonia Fagnani                   |                                           |  |  |       |  |  |                       |  |  |                     |  |
|                             |                   | Domenico Visconti Aicardi         | …                                         |  |  |       |  |  |                       |  |  |                     |  |
|                             |                   | Domenico Visconti Aicardi         | …                                         |  |  |       |  |  |                       |  |  |                     |  |
|                             |                   | Domenico Visconti Aicardi         | …                                         |  |  |       |  |  |                       |  |  |                     |  |
| Francesca Visconti Aicardi  |                   | Domenico Visconti Aicardi         |                                           |  |  |       |  |  |                       |  |  |                     |  |
|                             |                   | Chiara de Berris                  | Pietro de Berris                          |  |  |       |  |  |                       |  |  |                     |  |
|                             |                   | Chiara de Berris                  | Pietro de Berris                          |  |  |       |  |  |                       |  |  |                     |  |
|                             |                   | Chiara de Berris                  | …                                         |  |  |       |  |  |                       |  |  |                     |  |
| Scaramuccia Trivulzio       |                   | Chiara de Berris                  |                                           |  |  |       |  |  |                       |  |  |                     |  |
|                             | Giovanni Valperga | Giacobino Valperga                |                                           |  |  |       |  |  |                       |  |  |                     |  |
|                             | Giovanni Valperga | Giacobino Valperga                |                                           |  |  |       |  |  |                       |  |  |                     |  |
|                             | Giovanni Valperga | Caterina Visconti                 |                                           |  |  |       |  |  |                       |  |  |                     |  |
| Giacomo Valperga            | Giovanni Valperga |                                   |                                           |  |  |       |  |  |                       |  |  |                     |  |
|                             |                   | Maria Asinari                     | Michele Asinari                           |  |  |       |  |  |                       |  |  |                     |  |
|                             |                   | Maria Asinari                     | Michele Asinari                           |  |  |       |  |  |                       |  |  |                     |  |
|                             |                   | Maria Asinari                     | …                                         |  |  |       |  |  |                       |  |  |                     |  |
| Margherita Valperga         |                   | Maria Asinari                     |                                           |  |  |       |  |  |                       |  |  |                     |  |
|                             |                   | Pietro Grimaldi, barone di Boglio | Giovanni Grimaldi, barone di Boglio       |  |  |       |  |  |                       |  |  |                     |  |
|                             |                   | Pietro Grimaldi, barone di Boglio | Giovanni Grimaldi, barone di Boglio       |  |  |       |  |  |                       |  |  |                     |  |
|                             |                   | Pietro Grimaldi, barone di Boglio | Bigotta Grimaldi                          |  |  |       |  |  |                       |  |  |                     |  |
| Violante Grimaldi di Boglio |                   | Pietro Grimaldi, barone di Boglio |                                           |  |  |       |  |  |                       |  |  |                     |  |
|                             |                   | Caterina Gattilusio               | Francesco II Gattilusio, signore di Lesbo |  |  |       |  |  |                       |  |  |                     |  |
|                             |                   | Caterina Gattilusio               | Francesco II Gattilusio, signore di Lesbo |  |  |       |  |  |                       |  |  |                     |  |
|                             |                   | Caterina Gattilusio               | Valentina Doria                           |  |  |       |  |  |                       |  |  |                     |  |
|                             |                   | Caterina Gattilusio               |                                           |  |  |       |  |  |                       |  |  |                     |  |